# کشف‌المحجوب (سجستانی)
کشف المحجوب یک کتاب الهیاتی مذهب اسماعیلی در قرن چهارم هجری اثر ابویعقوب سجستانی است. این کتاب شامل هفت مقاله در مورد توحید و به زبان فارسی دری نوشته شده‌است. این کتاب به تصحیح هانری کربن در سال ۱۳۲۷ (۱۹۴۹ م) همراه با ترجمه فرانسوی و مقدمه‌ای به فرانسوی در تهران و پاریس منتشر شده‌است. البته کربن فقط یک نسخه خطی از این کتاب در کتابخانه دوستش به نام سید نصرالله تقوی به دست آورده‌است.
دکتر ذبیح الله صفا در کتاب ادبیات ایران و در خصوص موضوع و محتوی کتاب کشف المحجوب چنین آورده‌است. موضوع این کتاب حکمت است که شامل هفت اصل است که هر اصل و مقالت به چند جستار توحید، خرد، نفس، طبیعت، موجودات روی زمین، نبوت و معاد می‌باشد.

## منبع
1. ↑  ابویعقوب سجستانی، کشف‌المحجوب، به تصحیح هانری کربن، کتابخانه طهوری، ۱۳۵۸

- کتاب علما و دانشمندان سیستان - سید باقر حسینی - ناشر روابط عمومی دانشگاه زابل
- تاریخ ادبیات ایران – دکتر ذبیح الله صفا